# Schleidener Zoll
Der Schleidener Zoll war eine Gruppe von Flusszöllen und Wegezöllen des „Brabantschen Landzolls“ auf der unteren Maas zwischen Maastricht und Venlo, mit denen nacheinander die Herren von Valkenburg, Hoorn und Loon-Heinsberg, die Grafen von Blankenheim-Schleiden, Manderscheid-Schleiden, Neuenahr-Bedburg und Moers, die Freiherren von Mirlaer-Milendonk und ihre Erben durch die Herzöge von Limburg und ihre Rechtsnachfolger belehnt waren.

## Geschichte
Auf der Maas erhobener Zoll (theloneum) wird bereits in einer Urkunde Kaiser Ludwig des Frommen (778–840) erwähnt, der 814 das Kloster Stablo-Malmedy von allen Abgaben für seine Schiffe auf Rhein und Maas befreite. In einer auf das Jahr 1118 datierten Urkunde des Lütticher Bischofs Otbert († 1119) für Abt Herimann von St. Panthaleon in Köln werden Zolleinnahmen in Wessem (Wesheim) aus dem Schiffsverkehr auf der Maas erwähnt, die dem Stift vom Kölner Erzbischof Bruno von Sachsen († 965) hinterlassen wurden. Bruno war zugleich der letzte Herzog von Lothringen aus dem Haus der Liudolfinger.
Herzog Walram V. von Limburg († 1279) besaß nach Urkunden von 1253 und 1275 „seit alters her“ (ab antiquo) durch kaiserliche Konzession, d. h. als Reichslehen, das Geleit- und Schutzrecht für den Flusshandel zwischen Rhein und Maas (conductus et tuitio inter Renum et Mosam). 1256 gewährte er dem Deutschen Orden für sechs Wagenladungen Wein Zollfreiheit an allen Zollstätten. Seine Tochter Irmgard von Limburg († 1283) heiratete 1270 Reinald I. „den Streitbaren“ von Geldern († 1326). Nach dem Limburger Erbfolgestreit kam Limburg 1289/92 an das Herzogtum Brabant.
Unter diesem Rechtstitel des Geleitrechtes hatten sich im 13. Jahrhundert auf der unteren Maas sechs limburgische Zölle bei Maastricht sowie zwei geldrische Zollstellen in Roermond und Kessel etabliert. Der Hauptteil der Zölle wurde auf Steinkohlen-, Bauholz- und Kalk-Transporte erhoben. Durch Veränderungen des Flussverlaufs wurden im Laufe der Jahrhunderte stellenweise Verlegungen der Zollstellen erforderlich. Zum später so genannten „Schleidener Zoll“ gehörten die – bis auf eine alle auf dem linken Flussufer gelegenen – Maas-Zollstellen
- Uikhoven (Udekoven, Adickhoven) bei Rekem (Reckheim), lag bis zum späten 12. Jahrhundert noch rechts der Maas und gehörte zu Geulle aan de Maas,
- Stokkem (Stockheim, Stochem),
- Heppeneert bei Maaseik,
- Pol (Foel) bei Wessem / Heel en Panheel (Maasgouw),
- Ool (Ole, Oeil, Uelle) (heute Teil von Roermond) auf der rechten Seite der Maas, Furt bzw. Fährstelle; hier wurde die Maas 1342 auf ca. 7 km Länge ihres Bettes nach Osten verlegt,
- Buggenum (Bugenheim, Buckenem); das früher Buggenumer Flurstück de Tol liegt heute an der Alten Maas (Oude Maese) in Swalmen-Asselt,[7]
- Kessel

sowie die Wege-Zollstellen
- Meerssen bei Maastricht, Wegegeld auf dem Maastrichterweg auf der Brücke über die Kleine Geul, Station auf der Karrestraat über Ransdaal und Ubachsberg nach Jülich,[8]
- Kathagen über der Brücke („tzo Kathag-over-brug“ oder „boven de brug“) in Nuth-Vaesrade; Wegezoll für die Benutzung der steinernen Brücke über die Geleenbeek[9] auf dem Trichterweg von Geilenkirchen nach Maastricht (Tricht) bzw. auf dem Heereweg über Schinveld und Gangelt nach Nijmegen.[8]

Der Wegezoll zu Meerssen, die Brücke zu Kathagen und der Maaszoll zu Geulle aan de Maas bzw. Uikhoven standen ursprünglich der Herrschaft Valkenburg (Fauquemont) im Herzogtum Limburg zu. Die Zollstätten Stokkem, Heppeneert, Pol und Buggenum befanden sich auf dem Gebiet der Herrschaft Hoorn, die ein Lehen der Grafschaft Loon im Bistum Lüttich war. Ool lag in der Herrschaft Heinsberg-Dalenbroek, die später an das Herzogtum Jülich-Berg fiel. Der Zoll zu Kessel (Kastellburg Keverberg) war zunächst im Besitz der Grafschaft Kessel. 1279 erwarb Graf Reinald I. von Geldern Burg und Maaszoll Kessel von Graf Heinrich V. von Kessel und Grevenbroich für das Herzogtum Geldern.
Wasserzölle auf dem rechten Ufer der Maas – außer in Ool – oder in der Stadt Maastricht gehörten nicht zum „Schleidener Zoll“.

### Herren von Valkenburg
Walram der Rossige (Rote) von Valkenburg, Montjoie und Sittard (1254–1302) kaufte vor 1298 die Rechte in Geulle und Uikhoven von der Reichsabtei Kornelimünster. Er war mit Philippa von Geldern († 1294), einer Schwester Rainalds I. von Geldern, verheiratet. 1334 wurde sein Enkel Dirk IV. von Valkenburg-Montjoie († 1346), der kinderlos starb, von Herzog Johann III. von Brabant mit 50 Pfund auf den Maastrichter Zoll belehnt.

### Herren von Hoorn
1359/60 wird der Herr von Kranenburg, Parwys (Perwez-le-Marché), Duffel und Herlaer, Dietrich (Thierry, Dirk, Theodoricus) van Hoorn (* um 1320; † 1378), als Inhaber des Zolls (teloneum) in Wessem, Buggenum (Buggenheym), Ool (Ole) und Kessel erwähnt.

### Herren von Loon-Heinsberg
Über Walrams Sohn Johann I. von Valkenburg († 1356) und dessen Tochter Philippa von Heinsberg und Valkenburg († 1388), verheiratet mit Johann II. von Salm-Obersalm († um 1400), Graf von Chiny, kam ein Teil des Erbes an deren Sohn Graf Simon II. von Salm-Obersalm († 1397), den Herrn von Sittard, Born, Ravenstein und Süsteren. 1396 überließ Graf Simon II. von Salm seinem Onkel Johann II. von Loon († 1438), Herr von Heinsberg und Löwenberg, seinen Anteil am Ertrag der Zölle von Heppeneert, Linne, Pol und Buggenum.
In der Schlacht von Kleverhamm geriet Johann II. von Loon-Heinsberg 1397 als Verbündeter des Verlieres Wilhelms II. von Berg (1348–1408) in Gefangenschaft. Er musste ein gewaltiges Lösegeld zahlen, das nur durch weitreichende Verpfändungen aufgebracht werden konnte. Bei der Erbteilung 1424 nach dem kinderlosen Tod seines Verwandten Rainald von Jülich-Geldern († 1423) erhielt Johanns II. jüngerer Sohn Wilhelm I. von Loon-Heinsberg († 1438) den Zoll auf der Maas. Der Besitz des Zolls dürfte um diese Zeit verpfändet gewesen sein.

### Herren von Blankenheim-Schleiden
Ende des 14. Jahrhunderts waren die Masszölle pfandweise in den Besitz der Herren von Blankenheim-Schleiden gelangt. Johann I. von Schleiden († 1379/81) hatte als „Lantfoyt“ (Landvogt; Obermann und Gerichtsvorsitzender) des Landfriedensbündnis Maas-Rheins von 1351/52 eine herausragende Stellung bei dem römisch-deutschen König Karl IV., Herzog von Luxemburg, (1316–1378) und den beteiligten regionalen Landesherrschaften (Erzstift Köln, Erzstift Trier, Erzstift Mainz, Pfalzgrafschaft, Herzogtum Brabant, Markgrafschaft Jülich, Grafschaften Loon-Heinsberg, Berg, Reichsstädte Köln und Aachen) erworben. Heppeneert an der Maas lag an der Westgrenze des Bündnisgebietes.
Konrad IV. von Blankenheim-Schleiden (* um 1361; † 1419/20), Sohn des Johann I. von Schleiden, war vor 1381 mit Irmgard van Hoorn (* um 1355 oder 1367; † 1394) verheiratet, einer Tochter des Dietrich van Hoorn zu Kranenberg und Parwys. Bei der Eheberedung zwischen ihrer Tochter Katharina von Blankenheim-Schleiden († um 1441) und Johann IV. von Saffenberg († 1398/1400), Graf von Neuenahr, verschrieb Konrad IV. von Blankenheim-Schleiden 1397 ablösbar 100 Gulden auf seinen Zoll auf der Maas (Masen) für einen Anteil von 1000 Gulden der Mitgift. Sein Sohn Johann II. von Blankenheim-Schleiden († 1434) beerbte ihn. Dessen Tochter Elisabeth von Blankenheim-Schleiden († 1469) – Witwe des Wilhelm I. von Loon-Heinsberg – heiratete 1443 in zweiter Ehe Dietrich III. von Manderscheid (* um 1420; † 1498), Herr zu Jünkerath, ab 1457 Reichsgraf.

### Grafen von Manderscheid-Schleiden
1455 verkauften Dietrich III. von Manderscheid und Daun, Herr zu Schleiden und zu Neuenstein, und seine Frau Elisabeth für 1500 oberländische rheinische Gulden eine Jahresrente von 90 guten schweren oberländischen rheinischen Gulden aus ihrem Zoll zu Meerssen (Mersen), „wo es tzo Kathag über die Brücke geht“, und aus ihren Pfandgütern zu Uikhoven (Udekoven), Stokkem (Stocheym), Heppenart, Polle, Ool (Velle), Buggenum (Bugenheym) und Kessel mit allen Zubehörungen oberhalb der Maas gelegen (up der Maessen) an Franck Pollart. Da sie selbst den Zoll nur pfandweise besaßen, behielten sie sich die Ablösung des Darlehens vor. 1459 wurde eine Heiratsabsprache zwischen Konrad (Kuno) I. von Manderscheid-Schleiden (1444–1489) und Walburga van Hoorn (* um 1443; † 1476) getroffen.
1469 erhielt Maria von Croÿ (Croye) († 1489), Frau von Jülich und Gräfin zu Blankenheim, die Witwe des Wilhelm II. von Loën († 1468), Herrn zu Jülich und Graf zu Blankenheim, von Graf Dietrich III. und seinem Sohn Konrad I. von Manderscheid und Blankenheim den Zoll „van der Sleyden uff der Masen“ als Pfand für die Auszahlung ihres Heiratsgutes.
Gräfin Walburga von Manderscheid-Schleiden (* 1468; † 1530/35) heiratete 1484 Graf Wilhelm I. von Neuenahr (* um 1447; † 12. Mai 1497). In der Eheberedung wurden 200 Gulden jährlich auf den Zoll auf der Maas (Maisen) zwischen Maastricht (Tricht) und Venlo, genannt der „Zoll von Schleiden“, zugesichert. Konrad I. von Manderscheid, der Vater der Braut, hatte den Zoll zu dieser Zeit an Wilhelm IV. von Flodorp verpachtet. Erzherzog Maximilian I. von Österreich und sein Sohn Herzog Philipp von Brabant verschrieben den Eheleuten 1200 Gulden aus dem Zöllen auf der Maas, mit denen der Drost von Valkenburg aan de Geul, Edmund von Palant († 1534), in ihrem Auftrag sonst insgesamt Konrad I. von Manderscheid belehnte.
1486 wies König Maximilian I. seinen Rentmeister in Maastricht an, den Grafen von Manderscheid nicht bei der Wahrnehmung seiner Rechte an den Maaszöllen zu beeinträchtigen. Bei der Erbteilung zu Lebzeiten seines Vaters
Dietrich III. erhielt Konrad I. von Manderscheid-Schleiden 1488 den Zoll auf der Maas (Maessen), „genannt der Zoll von Schleiden“ zugesprochen.
Walburga von Manderscheid-Schleiden schloss 1499 für ihre Kinder einen Erbteilungs- und Schiedsvertrag über die von ihr geerbten großväterlichen und elterlichen Güter ab. Für 4000 Gulden verpfändete sie eine Jahresrente von 200 Gulden aus ihrem Anteil an den Zöllen auf der Maas. 1500 wurde sie anstelle von Kuno II. von Manderscheid († 1501), der das Lehen auftrug, von Erzherzog Philipp von Österreich mit dem gesamten Zoll auf der Maas belehnt.
Der „Schleidener Zoll“ war Bestandteil des Wittums der Walburga von Manderscheid, die 1502 als Witwe in zweiter Ehe Frederik van Egmond, Graf zu Büren und Leerdam (1440–1521), Herr zu IJsselstein, heiratete. Dieses Recht zur Nutznießung wurde 1505 in einem Vergleich mit den Vormündern ihrer Söhne Wilhelm II. und Hermann von Neuenahr aus erster Ehe bestätigt. 1509 vergab sie Rechte aus dem Maaszoll zwischen Maastricht und Venlo an Michiel Hendricksz. Haenegreeff († 1524) von Eindhoven anlässlich seiner Hochzeit mit ihrer Nichte Johanna van Hoorn († 1558).

#### Unterverpachtung an die Herren von Vlodrop
1480 pachtete Wilhelm IV. van Vlodrop (* um 1467; † 1546), Herr von Leuth, Grevenbicht, Rijckholt, Daelenbroeck und Reckheim, Erbvogt zu Roermond, von Konrad I. von Manderscheid-Schleiden für jährlich 350 oberländische rheinische Gulden die Zölle zu Uyckhoven, Meersen, Katthagen boven de brug, Stokkem (Stockheim), Heppeneert (Heppenaerd), Poll, Oil, Buggenum (Buckenem), Kessel und Urmond. Bei einer Erbteilung erhielt 1545 Wilhelm (V.) van Vlodrop die Zölle zu Kessel, Asselt, Roermond, Ool, Leeuwen und Heppeneert.

### Grafen von Neuenahr-Bedburg und Moers
Kaiser Karl V. belehnte 1535 Wilhelm II. von Neuenahr (* 1485/87; † 1552), Sohn der Walburga von Manderscheid, als brabantisches Lehen mit allen Zöllen auf der Maas. Daraufhin räumte ihm 1537 der Bischof von Lüttich, Erhard von der Mark (1472–1538, reg. 1505), den Maaszoll wieder ein, den er eine Zeitlang an sich gezogen hatte. Hermann von Neuenahr und Moers wurde von Karl V. 1554 mit den Zöllen auf der limburgischen Maas zwischen Maastricht und Venlo belehnt, die schon seine Manderscheid-Schleidener und Neuenahrer Vorfahren als sog. „Schleidener Zoll“ besessen hatten. Hermann verpachtete die Maaszölle 1560 an seine Schwester Anna Walburga von Neuenahr (1522–1600), die ihn beerbte.
In der Mitte des 16. Jahrhunderts machten die Manderscheider Ansprüche auf Schloss und Herrschaft Rekem an der Maas geltend.

### Freiherren von Mirlaer-Milendonk
Anna Walburga von Neuenahr hinterließ in ihrem Testament von 1594 ihrem Neffen 2. Grades Herman Dietrich van Mielendonck „onsen tol aen de Mase genaemt der Brabantsen lanttol“ und einem weiteren Neffen, Graf Georg Eberhard zu Solms-Lich (1568–1602), und seiner Frau Gräfin Sabine d’Egmont (1562–1614) ebenfalls den Brabanter Landzoll. Auch die Essener Fürstäbtissin Elisabeth von Bergh-s’Heerenberg (1581–1614) – Tochter eines Schwagers des Hermanns von Neuenahr – und ihre Nachfolgerin Maria Clara von Spaur, Pflaum und Valör († 1644) prozessierten vor dem Lehenshof von Spanisch Geldern um den Neuenahrer Zoll auf der Maas.
1612 wurden Hermann Dieter († 1620), Kraft († 1632) und Balthasar († 1629) von Mylendunck als Erben der Walburga von Neuenahr am brabantischen Lehenhof von Albrecht VII. von Habsburg und Isabella Clara Eugenia von Spanien mit dem „zoll auf unserm rivier der Masen zu Adickhoven, Meersen, zu Kathingen über die Brücke, zu Stockem, zu Heppenart, zu Foel, zu Oeil, zu Buggenem, zu Kessel und in denen gegenden“ belehnt.
Die Herrschaft Milendonk fiel 1648 an die Herzöge von Croÿ, 1699 durch Kauf an die Grafen von Berlepsch, 1732 durch Heirat an die Grafen von Ostein und 1801 an Frankreich.

## Zoll zu Kessel
Am 7. Oktober 950 verlieh der ostfränkische König und spätere römisch-deutsche Kaiser Otto I. seinem Lehnsmann Ansfried, Stammvater der Grafen von Kessel, den Zoll von Echt (gegenüber von Maaseik), der zugleich nach Kessel verlegt wurde. 1304 starb das Grafengeschlecht aus. Der seit 1279 geldrische Zoll in Kessel brachte eine Rente von 25 Kölner Mark ein. 1359/60 besaß der Herr von Parwys, Dietrich van Hoorn, einen Zoll in Kessel. Auf Wunsch der Stadt Roermond wurden 1416 auch die beiden Asselter Zölle rechts der Maas „omme der kouplude (Kaufleute) gemaecks wille ende (und) om der stat profijts wille“ nach Kessel verlegt. 1428 verkauften Vullinck van Holtmolen und seine Frau Gudele Herckenbosch für 450 oberländische Gulden einen halben Anteil an Zoll zu Kessel an die Stadt Roermond; die andere Hälfte gehörte Willem van Kessel. Im 15. Jahrhundert und später war der Zoll zu Kessel zumindest teilweise auch im Besitz der Grafen von Manderscheid-Schleiden und ihrer Erben, die ihren Anteil an die Herren von Vlodrop verpachtet hatten. 1476 brachte Mathijs van Broekhuisen, Herr von Kessel, den Zoll zu Kessel in die Ehe mit Margaretha von Hemberg ein.
1544 gehörte die Hälfte des Zolls von Kessel dem Jasper van Merwijck († 1555).

## Frieden von Utrecht
Nach dem Spanischen Erbfolgekrieg erhielt Preußen 1713 im Frieden von Utrecht als Ersatz für den Anspruch auf das Fürstentum Orange einen Teil des Oberquartiers Geldern auf dem linken Maasufer zwischen Kessel und Afferden mit der Grafschaft Kessel, den Generalstaaten wurde das rechte Maasufer bei Maastricht mit der Grafschaft Valkenburg zugesprochen, das sie bereits im Frieden von Nijmegen 1678 beansprucht hatten. Preußen errichtete in Kessel ein geldrisches Zoll-Comtoir.
Am Ende des 18. Jahrhunderts befanden sich an dem Abschnitt der unteren Maas, auf dem sich der alte „Schleidener Zoll“ befunden hatte, folgende Zollstellen:
- Kurpfälzischer Zoll zu Urmond, ursprünglich zum Amt Born des Herzogtums Jülich gehörig,
- Lüttichsches Zoll-Comtoir zu Maaseik,
- Fürstlich-oranischer (holländischer) Zoll zu Stevensweert,
- Österreichisches Maas-Licent-Comtoir zu Roermond,
- Zoll des Marquis von Hoensbroek zu Asselt, hervorgegangen aus dem ehemaligen Oesterse tol bei Hillenraad der Familie van Oest, später Schenk van Nideggen sowie dem Asselter tol am Asselterhof (ehemaliger Königshof), der an die Familie von Vlodrop verpachtet war;[7] noch heute gibt es in Swalmen den Tolhuisweg,
- Preußisch-geldrisches Maas-Comtoir zu Kessel,
- Zoll des Baron von Merwyck zu Kessel.